# Чарльз-Андреас Брім
Чарльз-Андреас Брім (англ. Charles-Andreas Brym, нар. 8 серпня 1998, Коломб) — канадський футболіст тоголезько-корсиканського походження, нападник нідерландського клубу «Алмере Сіті» та національної збірної Канади.

## Клубна кар'єра
Народився 8 серпня 1998 року в місті Коломб у Франції в родині тоголезця та корсиканки. Пізніше разом із сім'єю переїхав до канадського Монреаля, де розпочав займатись футболом в академії клубу «Монреаль Імпакт». У 2013 році Брім повернувся до Франції, де продовжив навчання у клубі «Газелек», але через рік перебрався до Бельгії, де був гравцем молодіжних команд «Мускрон-Перювельз» та «Зюлте-Варегем».
4 липня 2018 року Брім підписав свій перший професійний контракт із французьким клубом «Лілль-2», але за основний склад команди так і не дебютував, провівши кілька років у резервній команді «Лілль II» у Національному чемпіонаті 2. Через це молодого гравця здавали в оренду у португальський «Белененсеш САД» та бельгійський «Рояль Ексель Мускрон», але і там він рідко виходив на поле.
У серпні 2021 року у статусі вільного агента перейшов до клубу «Ейндговен» з другого за рівнем дивізіону Нідерландів, підписавши однорічний контракт з опцією продовження ще на один рік. По його завершенні у травні 2022 року він підписав трирічний контракт із клубом вищого дивізіону  «Спарта» (Роттердам), але вже у серпні повернувся в «Ейндговен» в оренду, де провів ще один сезон. Своєю грою привернув увагу представників тренерського штабу клубу «Спарта», до складу якого повернувся 2023 року. Цього разу Брім закріпився у команді з Роттердама і провів тут наступні півтора сезони своєї ігрової кар'єри. Більшість часу, проведеного у складі «Спарти», був основним гравцем атакувальної ланки команди.
4 січня 2025 року Брім перейшов в «Алмере Сіті», підписавши контракт до середини 2027 року. 12 січня дебютував за клуб у матчі чемпіонату проти «Гронінгена». Станом на 14 квітня 2025 року відіграв за команду з Алмере 12 матчів в національному чемпіонаті.

## Виступи за збірні
2021 року залучався до складу олімпійської збірної Канади для матчів відбіркового турніру до Олімпійських ігор 2020 у зоні КОНКАКАФ. На турнірі дійшов з командою до півфіналу, але цього не вистачило для кваліфікації на Олімпіаду.
7 січня 2020 року дебютував в офіційних матчах у складі національної збірної Канади в товариській грі проти Барбадосу (4:1), вийшовши на заміну на 67-й хвилині замість Тозейнта Рікеттса, а забив свій перший гол через три дні, у наступному товариському матчі проти Барбадосу, який теж завершився перемогою 4:1.
У складі збірної був учасником розіграшу Золотого кубка КОНКАКАФ 2023 року у США та Канаді. На турнірі зіграв у трьох матчах, а його команда вилетіла на стадії чвертьфіналу.
| Дата       | Місто      | Господарі  | Результат               | Гості     | Турнір                                   | Голи | Примітки  |
| ---------- | ---------- | ---------- | ----------------------- | --------- | ---------------------------------------- | ---- | --------- |
| 7-1-2020   | Ірвайн     | Канада     | 4 – 1                   | Барбадос  | товариський матч                         | -    | 67'       |
| 10-1-2020  | Ірвайн     | Канада     | 4 – 1                   | Барбадос  | товариський матч                         | 1    |           |
| 16-1-2020  | Ірвайн     | Канада     | 0 – 1                   | Ісландія  | товариський матч                         | -    |           |
| 8-10-2021  | Мехіко     | Мексика    | 1 – 1                   | Канада    | Відбір до ЧС 2022                        | -    | 86'       |
| 10-10-2021 | Кінгстон   | Ямайка     | 0 – 0                   | Канада    | Відбір до ЧС 2022                        | -    | 89'       |
| 13-10-2021 | Торонто    | Канада     | 4 – 1                   | Панама    | Відбір до ЧС 2022                        | -    | 81' 90+5' |
| 23-9-2022  | Відень     | Катар      | 0 – 2                   | Канада    | товариський матч                         | -    | 59'       |
| 25-3-2023  | Віллемстад | Кюрасао    | 0 – 2                   | Канада    | Ліга націй КОНКАКАФ 2022—2023 - 1-й етап | -    | 64'       |
| 27-6-2023  | Торонто    | Канада     | 2 – 2                   | Гваделупа | Кубок КОНКАКАФ 2023 - 1-й етап           | -    | 65'       |
| 2-7-2023   | Х'юстон    | Гватемала  | 0 – 0                   | Канада    | Кубок КОНКАКАФ 2023 - 1-й етап           | -    | 66'       |
| 9-7-2023   | Цинциннаті | США        | 2 – 2 д.ч. (3 – 2 п.п.) | Канада    | Кубок КОНКАКАФ 2023 - чвертьфінал        | -    | 86'       |
| 13-10-2023 | Ніїґата    | Японія     | 4 – 1                   | Канада    | товариський матч                         | -    | 81'       |
| 6-6-2024   | Роттердам  | Нідерланди | 4 – 0                   | Канада    | товариський матч                         | -    | 56'       |
| Усього     |            | Матчів     | 13                      |           | Голів                                    | 1    |           |